# 나콘빠톰주
나콘빠톰주(태국어: นครปฐม, Nakhon Pathom Province)는 태국 중부의 주(짱왓)이다. 이웃하는 주로는 수판부리주, 아유타야주, 논타부리주, 방콕, 사뭇사콘주, 랏차부리주, 깐짜나부리주가 있다.
이 지방에는 인상적인 고대 사원 “프라 빠톰 탑”이 특징적이며, 태국으로 유입된 불교의 최초의 종교 건축물이기도 하다. 나콘 빠톰은 또한 풍부한 과일과 요리로도 유명하다.

## 지리
나콘 빠톰은 방콕에서 단지 56km 떨어진 곳에 위치한 주이다. 중부 지방의 충적토 평원에 위치하고 있다. 짜오프라야강 지류인 타친 강(또는 나콘차이시 강)이 관계를 맡고 있다. 방콕의 도시 지역이 이미 확장되어 경계를 구분하기 힘든 곳이다.

## 역사
나콘빠톰이라는 말은 「최초의 도시」이라는 의미이다. 6세기의 드바라바띠 시대부터 발전을 시작하여 현재의 태국 내 가장 오래된 마을로 여겨진다. 그 이전부터 개발이 되었다는 의견도 있고, 학자들 사이에는 기원 전 3세기에 벌써 승려가 포교를 위해 나콘파톰에 와있었다고 하는 주장 사람도 있다.
나콘빠톰은 원래 바다에 접해 있었지만, 짜오프라야강이 상류에서 흙을 방류하여, 해안선이 남하해 버렸다. 당시 태국의 주요 교통 수단은 운하였고, 그 후, 타틴 강의 수위가 내려갔기 때문에, 운하로서의 이용이 어려워졌다. 그래서 주민 대부분은 나콘체이시로 이동해 버렸다. 그 후 1870년 라마 4세의 시대, 프라빠톰 탑이 완성했으므로 주민을 다시 여기에 되돌렸다.

## 상징
상징에는 프라빠톰체디가 그려져 있다. 중앙의 왕관은 공사를 완성시킨, 라마 4세의 인장이다. 현목은 디오스피로스 데칸드라이다.

## 행정 구역
나콘빠톰에는 7개의 암프와 105개의 땀본, 919개의 무반 (행정 구역)이 있다.
| 1. 므앙나콘빠톰군 2. 깜팽샌군 3. 나콘차이시군 4. 돈툼군 | 1. 방렌군 2. 삼프란군 3. 푸타몬톤군 |

## 관광
- 프라빠톰체디